# Et tout le monde riait
Pour plus de détails, voir Fiche technique et Distribution.
Et tout le monde riait (titre original : They All Laughed) est un film américain réalisé par Peter Bogdanovich, sorti en 1981.

## Synopsis
À New York, deux hommes d’affaires suspicieux, ces messieurs Niotes et Martin, sollicitent, dans le même laps de temps, les services de l’agence de filature Odyssey pour surveiller leurs épouses qu’ils soupçonnent d’infidélité. Les enquêteurs John Russo et Charles Rutledge sont respectivement chargés de suivre la brune et distinguée Angela Niotes et la jeune et blonde Dolores Martin. Mais les deux détectives tombent éperdument amoureux de leurs charmantes suspectes et tout va s’embrouiller...

## Fiche technique
- Titre : Et tout le monde riait
- Titre original : They All Laughed
- Réalisation :	Peter Bogdanovich
- Scénario : Peter Bogdanovich, Blaine Novak
- Musique : Douglas Dilge
- Chanson : One Day Since Yesterday, paroles de Peter Bogdanovich et musique d'Earl Poole Ball, interprétée par Colleen Camp
- Musiques additionnelles : voir « section BO du film »
- Directeur de la photographie : Robby Müller
- Cadreur : Edward Lachman
- Assistant réalisateur : Henry Bronchtein
- Ingénieur du son : Gary Parker
- Montage : William C. Carruth, Scott Vickrey
- Décors : Kert Lundell
- Costumes : Peggy Farrel
- Maquillages : Mickey Scott
- Coiffures : Verne Caruso
- Scripte : Pat Depew
- Photographe de plateau : Catharine Bushnell
- Pays de production :  États-Unis
- Tournage :
  - Langue : anglais
  - Année : 1980
  - Extérieurs : New York
- Producteurs : George Morfogen, Blaine Novak
- Producteur associé : Russell Schwartz
- Producteur exécutif : Sean H. Ferrer[1]
- Directeur de production : Martin Danzig
- Sociétés de production : Moon Pictures (États-Unis), Time Life Films (États-Unis)
- Distributeur d’origine : Moon Pictures (États-Unis)
- Format : couleur — 35 mm — 1.66:1 — son monophonique
- Genre : comédie dramatique
- Durée : 115 minutes
- Dates de sortie :
  - États-Unis : 14 août 1981
  - France :  15 septembre 1982
- Mentions CNC : tout public et Art et Essai (visa no 55107 délivré le 31 août 1982)

## Distribution
- Audrey Hepburn : Angela Niotes
- Ben Gazzara : John Russo
- John Ritter : Charles Rutledge
- Dorothy Stratten : Dolores Martin
- Blaine Novak : Arthur Brodsky
- Patti Hansen : Sam
- Linda MacEwen : Amy Lester
- George Morfogen : Leon
- Sean H. Ferrer : José
- Vassili Lambrinos : Stavros Niotes
- Ricardo Bertoni : Monsieur Martin
- Peter Bogdanovich : Le disc-jockey

## Musiques BO
Titres par ordre alphabétique
1. A Fool Such As I, paroles et musique de Bill Trader, interprété par Rodney Crowell
2. Ain't Misbehavin, paroles d'Andy Razaf et musique de Fats Waller/Harry Brooks, interprété par Louis Armstrong
3. Amigo, paroles et musique de Erasmo Carlos et Roberto Carlos, interprété par Roberto Carlos
4. Back In The Country, paroles et musique d'Eddy Raven, interprété par Roy Acuff
5. Concerto pour piano no 27 de Wolfgang Amadeus Mozart, interprété par Wilhelm Backhaus (piano) et l'Orchestre philharmonique de Vienne dirigé par Karl Böhm
6. I Would Like to See You Again, paroles et musique de Larry T. Atwood et Charlie Craig, interprété par Johnny Cash
7. It Comes and Goes, paroles, musique et interprétation par Johnny Cash
8. Kentucky Nights, paroles et musique d'Eric Kaz, interprété par Colleen Camp
9. Leaving Louisiana in the Broad Daylight, paroles de Donivan Cowart et musique de Rodney Crowell, interprété par The Oak Ridge Boys
10. Memories of You, paroles d'Andy Razaf et musique d'Eubie Blake, interprété par Louis Armstrong
11. More Than You Know, paroles d'Edward Eliscu/Billy Rose et musique de Vincent Youmans, interprété par Frank Sinatra
12. My Foolish Heart, paroles de Ned Washington et musique de Victor Young, interprété par Scott Hamilton
13. My One and Only Love, paroles de Robert Mellin et musique de Guy Wood, interprété par Art Tatum et Ben Webster
14. New York, New York, de John Kander et Fred Ebb, interprété par Frank Sinatra, du film New York, New York de Martin Scorsese
15. Omaha, de Billy Joe Shaver, interprété par Waylon Jennings
16. One Day Since Yesterday, paroles de Peter Bogdanovich et musique d'Earl Poole Ball, interprété par Colleen Camp
17. Sing, Sing, Sing, musique de Louis Prima, interprété par Benny Goodman et son orchestre
18. That's the Way It Is, paroles et musique de L. Butler et Bowling, interprété par Johnny Cash
19. These Foolish Things (Remind Me of You), paroles d'Eric Maschwitz et musique de Jack Strachey, interprété par Scott Hamilton
20. They All Laughed, paroles d'Ira Gershwin et musique de George Gershwin, interprété par Frank Sinatra
21. We Had It All, paroles et musique de Donnie Fritts et Troy Seals, interprété par Waylon Jennings
22. You And Me, de Carole Bayer Sager et Peter Allen (compositeur australien), interprété par Frank Sinatra

## À noter
- Sorti après sa mort, c’est le dernier film de l'actrice Dorothy Stratten assassinée à 20 ans le 14 août 1980.
- C'est le deuxième film qui réunit Ben Gazzara et Audrey Hepburn après Liés par le sang sorti en 1979.